# Eteobalea
Eteobalea ist eine Gattung der Schmetterlinge aus der Familie der Prachtfalter (Cosmopterigidae).

## Merkmale
Die Vertreter der Gattung sind kleine bis mittelgroße Falter. Sie haben lanzettliche Vorderflügel mit einer scharfen Spitze. Die Grundfärbung reicht von gelb ockerfarben bis schwärzlich braun. Zur Flügelzeichnung gehören weiße Costalflecke oder Binden; häufig sind auch erhabene Flecke ausgebildet. Eine Fransenlinie ist entweder angelegt oder fehlt. Die Hinterflügel glänzen weiß oder grau.
Bei den Männchen ist das Tegumen gut entwickelt und rechteckig. Der obere Teil ist tief eingeschnitten. Die Brachia sind stark asymmetrisch: Das rechte Brachium ist anderthalb bis zweimal so lang wie das linke und hat häufig eine verbreiterte und sklerotisierte Spitze. Die Valven sind symmetrisch, breit gelappt und distal dicht beborstet. Die rechte Valvella ist gut entwickelt, die linke Valvella dagegen stark reduziert. Der Aedeagus ist mehr oder weniger gekrümmt. Er hat eine knollenförmige Basis und einen röhrenförmigen distalen Teil. Der Coecum penis ist zugespitzt, Cornuti fehlen. Die Loben des 8. Segments sind rundlich.
Bei den Weibchen sind die Apophyses posteriores länger als die Apophyses anteriores. Das Ostium bursae mündet ventral zwischen dem 7. und 8. Sternit in die Membran. Das Sterigma ist schwach sklerotisiert, becherförmig oder kugelförmig. Der Ductus bursae ist lang, schmal und membranös. Das Corpus bursae ist oval bis länglich. Er ist membranös und hat hinten einen Fortsatz, der im Ductus seminalis endet. Auf dem Corpus bursae sind zwei innen hervorstehende Signa ausgebildet, diese können aber manchmal auch fehlen.

## Verbreitung
Die Vertreter der Gattung sind hauptsächlich in der Holarktis verbreitet. In Europa kommen die meisten Arten im Mittelmeerraum vor.

## Biologie
Über die Wirtspflanzen und den Lebenszyklus ist bei vielen Arten nur wenig oder gar nichts bekannt. Die Raupen entwickeln sich in den Wurzeln, Stängeln oder Blütenköpfen von verschiedenen krautigen Pflanzen. Dazu zählen Braunwurzgewächse, Lippenblütler und Globulariaceae. Manche Arten erzeugen Pflanzengallen.

## Systematik
Die folgende Artenliste basiert auf dem von Sinev 2002 erstellten World catalogue of cosmopterigid moths. In Europa ist die Gattung mit 13 Arten vertreten.
- Eteobalea aglaopa (Meyrick, 1928) (Uganda)
- Eteobalea albiapicella (Duponchel, [1843]) (Europa, Frankreich)
- Eteobalea alypella (Klimesch, 1946) (Europa, Nordafrika, Marokko)
- Eteobalea anonymella (Riedl, 1965) (Europa, Polen)
- Eteobalea beata (Walsingham, 1907) (Europa, Nordafrika, Algerien)
- Eteobalea dohrnii (Zeller, 1847) (Europa, Sizilien)
- Eteobalea enchrysa Hodges, 1962 (USA, Kalifornien)
- Eteobalea eurinella Sinev, 1986 (Russland, Region Primorje)
- Eteobalea intermediella (Riedl, 1966) (Europa, Spanien)
- Eteobalea iridella (Busck, 1907) (USA, Kalifornien)
- Eteobalea isabellella (Costa, 1836) (Europa, Italien)
- Eteobalea klisieckii (Riedl, 1966) (Nordafrika, Marokko)
- Eteobalea pentagama (Meyrick, 1928) (Afrika, Simbabwe)
- Eteobalea planoptila (Meyrick, 1911) (Südafrika, Transvaal)
- Eteobalea quinquecristata (Walsingham) (Südafrika, KwaZulu-Natal)
- Eteobalea serratella (Treitschke, 1833) (Europa)
- Eteobalea sexnotella (Chambers, 1878) (USA, Texas)
- Eteobalea siciliae (Riedl, 1966) (Europa, Sizilien)
- Eteobalea sumptuosella (Lederer, 1855) (Europa, Mittlerer Osten, Syrien)
- Eteobalea teucrii (Walsingham, 1907) (Europa, Spanien)
- Eteobalea thaumatella (Walsingham, 1907) (Europa, Nordafrika, Algerien)
- Eteobalea tririvella (Staudinger, 1870) (Russland, Sarepta (Wolgograd))
- Eteobalea vinsoni (Viette, 1953) (Mauritius)
- Eteobalea wyattella (Barnes & Busck, 1920) (USA, Illinois)

## Belege
1. 1 2 3 4 5  J. C. Koster, S. Yu. Sinev: Momphidae, Batrachedridae, Stathmopodidae, Agonoxenidae, Cosmopterigidae, Chrysopeleiidae. In: P. Huemer, O. Karsholt, L. Lyneborg (Hrsg.): Microlepidoptera of Europe. 1. Auflage. Band 5. Apollo Books, Stenstrup 2003, ISBN 87-88757-66-8, S. 138 (englisch).
2. ↑  S. Yu. Sinev: World catalogue of cosmopterigid moths (Lepidoptera: Cosmopterigidae). Proceedings of the Zoological Institute, St. Petersburg 2002, Band 293, S. 89–92
3. ↑  Eteobalea bei Fauna Europaea. Abgerufen am 3. Februar 2012